# هالووین می‌کشد
هالووین می‌کشد (انگلیسی: Halloween Kills) یک فیلم در ژانر اسلشر و ترسناک  آمریکایی به کارگردانی دیوید گوردون گرین و نویسندگی گیرن، دنی مک‌براید و اسکات تیمز است. این دنباله فیلم ۲۰۱۸ هالووین و قسمت دوازدهم فرنچایز مجموعه هالووین است. در فیلم ستارگانی از جمله جیمی لی کرتیس، نیک کسل تکرار نقش خود را به عنوان لوری استرود و مایکل مایرز به تصویر می‌کشند.
هالووین می‌کشد توسط میرامکس و بلوم هاوس پروداکشنز تولید شده‌است و در ۱۵ اکتبر ۲۰۲۱ از طریق یونیورسال پیکچرز در ایالات متحده آمریکا شد. یک دنباله مستقیم با عنوان هالووین به پایان می‌رسد، در ۱۴ اکتبر ۲۰۲۲ اکران شد.پخش این فیلم به دلیل ویروس کوید ۱۹ (کرونا) به یک سال تأخیر اُفتاد.نمره IMDb فیلم: 5.5

## داستان
در ۳۱ اکتبر ۱۹۷۸، معاون فرانک هاوکینز هنگام تلاش برای نجات او از دست مایکل مایرز، به‌طور تصادفی به شریک زندگی خود شلیک کرد. او همچنین از اعدام دکتر ساموئل لومیس جلوگیری می‌کند. چهل سال بعد، در ۳۱ اکتبر ۲۰۱۸، پس از اصابت چاقو و مرگ توسط دکتر رانبیر سارتین، هاوکینز توسط کامرون ایلام پیدا می‌شود که با آمبولانس تماس می‌گیرد. هاوکینز از اینکه اجازه اعدام مایکل را نداده پشیمان است و قول می‌دهد که او را بکشد.
در همین حال، تامی دویل جشن سالگرد ۴۰ از زندان مایکل همراه با بازماندگان شخص ماریون چمبرز، لیندزی والاس، و پدر کامرون، لونی عیلام، داشتن هر یک از برخورد با مایکل در سال ۱۹۷۸. آتش نشانان جان سالم به در پاسخ به لوری استراد را خانه در حال سوختن سهواً آزاد مایکل، که با وسایل خودشان آنها را ذبح می‌کنند. لوری، دخترش کارن و نوه‌اش آلیسون به بیمارستان مموریال هادونفیلد منتقل می‌شوند، جایی که لوری تحت عمل جراحی اضطراری قرار می‌گیرد، زیرا مایکل قبل از بازگشت به هادونفیلد، همسایه‌های لوری را می‌کشد.